# Mohammed Fayez
Pour les articles homonymes, voir Fayez.
Mohammed Fayez Subait Khalifa est un footballeur émirati né le 6 octobre 1989. Il évolue au poste de défenseur à l'Al Ain Club.

## Palmarès

### En club
- Al Ain Club
  - Championnat des Émirats arabes unis: Champion en 2012, 2013, 2015 et 2018
  - Coupe des Émirats arabes unis: Vainqueur en 2009, 2014 et 2015
  - Supercoupe des Émirats arabes unis: Vainqueur en 2015[1],[2]